# Eurithia vivida
Eurithia vivida är en tvåvingeart som först beskrevs av Zetterstedt 1838.  Eurithia vivida ingår i släktet Eurithia och familjen parasitflugor. Arten är reproducerande i Sverige. Inga underarter finns listade i Catalogue of Life.